# نغور (إيران)
نغور (بالفارسية: نگور) هي مدينة تقع في إيران في مقاطعة دشتياري. يقدر عدد سكانها بـ 3,759 نسمة .